# Xã Barton, Quận Worth, Iowa
Xã Barton (tiếng Anh: Barton Township) là một xã thuộc quận Worth, tiểu bang Iowa, Hoa Kỳ. Năm 2010, dân số của xã này là 188 người.